# Свистуны (фильм)
У этого термина существуют и другие значения, см. Свистуны.
«Свистуны» (рум. La Gomera) — румынский криминальный триллер 2019 года, снятый Корнелиу Порумбою, в главной роли: Влад Иванов. Премьера состоялась в основной конкурсной программе Каннского кинофестиваля 2019.

## Сюжет
Немолодой полицейский из Бухареста по имени Кристи прибывает на тропический остров, где учится языку свиста. Этот язык используют члены банды, которой Кристи тайно помогает за деньги; недавно был арестован Жолт, хранивший принадлежащие банде 30 миллионов евро, однако он успел спрятать деньги, и подруга Жолта Гилда убедила Кристи отправиться на остров и освоить язык свиста, чтобы помочь бандитам спасти Жолта и найти деньги. На острове выясняется, что Жолт и Гилда хотели сбежать с деньгами. Кристи отказывается от своей доли денег в обмен на то, чтобы главарь банды Пако не наказывал и отпустил Гилду. Вернувшись в Бухарест, Кристи вынужден раскрыть своей начальнице Магде план бандитов похитить Жолта, поскольку ранее она догадалась, что он работает на них. Кристи помогает бандитам похитить Жолта, и тот ведёт их якобы к деньгам, но там их ждёт полицейская засада. Бандиты погибают в перестрелке; Гилда в это время находит деньги, а Кристи попадает в аварию. После аварии он не говорит; Гилда приходит к больнице, где он находится, и на языке свиста разговаривает с ним. Она назначает встречу через месяц в Сингапуре, где они и находят друг друга.

## В ролях
- Влад Иванов — Кристи
- Катринель Марлон — Гилда
- Агусти Вильяронга — Пако
- Кристобаль Пино — Карлито
- Серджиу Костаке — Тома
- Антонио Буиль — Кико

## Выпуск
Фильм претендовал на «Золотую пальмовую ветвь» на Каннском кинофестивале 2019.

## Рецензии
На Metacritic по итогам 11 обзоров фильм получил в среднем 74 балла из 100, что указывает на «в целом положительные отзывы».